# (3466) Ritina
(3466) Ritina est un astéroïde de la ceinture principale.

## Description
(3466) Ritina est un astéroïde de la ceinture principale. Il fut découvert le 6 mars 1975 à Naoutchnyï par Nikolaï Tchernykh. Il présente une orbite caractérisée par un demi-grand axe de 2,34 UA, une excentricité de 0,16 et une inclinaison de 1,8° par rapport à l'écliptique.
Il est nommé en l'honneur de la fille du découvreur, Margarita, astronome à l'Observatoire d'astrophysique de Crimée.

## Compléments